# Lògica tradicional
En filosofia, la lògica tradicional, també coneguda com a lògica sil·logística o lògica aristotèlica, és un nom fluix per a una aproximació a la lògica que va començar amb Aristòtil i que es va desenvolupar a l'antiguitat principalment pels seus seguidors, els peripatètics, però que va caure en gran manera en decadència al segle iii. La lògica del terme revifada a l'època medieval, primer en la lògica islàmica per Alrabrab al segle x, i més tard a l'Europa cristiana del segle XII amb l'arribada de la nova lògica, i va romandre dominant fins a l'aparició de la lògica moderna de predicats a finals del segle xix. Aquesta entrada és una introducció al terme lògica necessària per entendre els textos de filosofia escrits abans que fos substituït com a sistema lògic formal per lògica de predicat. Els lectors que no coneixen la terminologia i les idees bàsiques de la lògica de termes poden tenir dificultats per comprendre aquests textos, perquè els seus autors solien conèixer el terme lògica.

## El sistema d'Aristòtil
L' obra lògica d'Aristòtil es recull en els sis textos que es coneixen col·lectivament com l' Organon. Dos d'aquests textos en particular, a saber, el Prior Analytics i el De Interpretatione, contenen el cor del tractament d'Aristòtil dels judicis i de la inferència formal, i és principalment aquesta part de les obres d'Aristòtil que tracta de la lògica de termes. El treball modern sobre la lògica d'Aristòtil es basa en la tradició iniciada el 1951 amb l'establiment per Jan Lukasiewicz d'un paradigma revolucionari. L'enfocament de Lukasiewicz va ser revigoritzat a principis dels anys setanta per John Corcoran i Timothy Smiley, que informa de les traduccions modernes de Prior Analytics de Robin Smith el 1989 i Gisela Striker el 2009.

## Conceptes bàsics
La suposició fonamental darrere de la teoria és que les proposicions estan compostes per dos termes - d'aquí el nom de "teoria de dos termes" o "lògica de termes" - i que el procés de raonament es construeix a partir de proposicions:
- El terme és una part del discurs que representa alguna cosa, però que no és veritable ni falsa per si mateixa, com ara "home" o "mortal".
- La proposició consta de dos termes, en què un terme (el "predicat") és "afirmat" o "negat" de l'altre (el "subjecte") i que és capaç de veritat o falsedat
- El sil·logisme és una inferència en què una proposició (la "conclusió") segueix per necessitat d'altres dues proposicions (les " premisses ").

Una proposta pot ser universal o particular i pot ser afirmativa o negativa. Tradicionalment, els quatre tipus de proposicions són:
- Tipus A: Universal i afirmatiu ("Tots els filòsofs són mortals")
- Tipus I: Particular i afirmatiu ("Alguns filòsofs són mortals")
- Tipus E: universal i negatiu ("Tots els filòsofs no són mortals")
- Tipus O: Particular i negatiu ("Alguns filòsofs no són mortals")

Això es va anomenar lSil·logismeesquema quàdruple de les proposicions (vegeu els tipus de sil·logisme per a una explicació de les lletres A, I, E i O al quadrat tradicional). Tanmateix, a la plaça d'oposició original d' Aristòtil no li falta importació existencial.
A l'article de l'Enciclopèdia de Filosofia de Stanford, "La plaça tradicional de l'oposició", Terence Parsons explica:
| « | Una de les preocupacions centrals de la tradició aristotèlica en la lògica és la teoria del sil·logisme categòric. Aquesta és la teoria d'arguments basats en dues premisses en què les premisses i la conclusió comparteixen tres termes entre ells, amb cada proposició que en conté dos. És distintiu d'aquesta empresa que tothom estigui d'acord sobre quins sil·logismes són vàlids. La teoria del sil·logisme limita en part la interpretació de les formes. Per exemple, determina que el formulari A té importació existencial, almenys si el formulari I ho fa. Per a un dels patrons vàlids (Darapti) és: Cada C és B. Cada C és A Per tant, alguns A són B. Això no és vàlid si al formulari A no hi ha importació existencial i és vàlid si té importació existencial. Es considera vàlid i, per tant, sabem com s'ha d'interpretar la forma A. Aleshores, naturalment, es pregunta sobre la forma O ; què ens diuen els sil·logismes al respecte? La resposta és que no ens diuen res. Això es deu al fet que Aristòtil no va discutir formes debilitades de sil·logismes, en què es conclou una proposició particular quan ja es pot concloure l'universal corresponent. Per exemple, no menciona la forma: Cap C és B Cada A és C Per tant, alguns A no són B Si les persones haguessin pres part a favor o en contra de la validesa d'aquest formulari, això seria clarament rellevant per a la comprensió del formulari O. Però les formes debilitades solien ser ignorades... Un altre tema té a veure amb la interpretació de la forma O. La gent estava interessada en la discussió d'Aristòtil sobre la negació "infinita", que és l'ús de la negació per formar un terme a partir d'un terme en lloc d'una proposició a partir d'una proposició. En anglès modern, fem servir "non" per a això; fem "no cavall", que és cert per a aquelles coses que no són cavalls. En llatí medieval "no" i "no" són la mateixa paraula, de manera que la distinció requeria una discussió especial. Es va fer habitual utilitzar una negació infinita i els lògics van reflexionar sobre la seva lògica. Alguns escriptors del segle XII i XIII van adoptar un principi anomenat "conversió per contraposició". Afirma que - "Tot S és P " equival a "Tot que no P és no S " - "Alguns S no són P " equival a "Alguns que no són P no són S " Malauradament, aquest principi (que no està avalat per Aristòtil) entra en conflicte amb la idea que hi pot haver termes buits o universals. Perquè, en el cas universal, deriva directament de la veritat: Tot home és un ésser a la falsedat: Tot no-ésser és un no-home (que és fals perquè l'afirmatiu universal té importància existencial i no hi ha no éssers). I, en el cas concret, parteix de la veritat (recordeu que la forma O no té importació existencial): Una quimera no és un home A la falsedat: Un no home no és una no quimera Aquests són els exemples de [Jean] Buridan, utilitzats al segle xiv per mostrar la nul·litat de la contraposició. Malauradament, per l'època de Buridan el principi de contraposició havia estat defensat per diversos autors. La doctrina ja és present en diversos tractats del segle XII i està avalada al segle xiii per Pere d'Espanya, l'obra de la qual va ser reeditada durant segles, per William Sherwood i per Roger Bacon. Al segle xiv, els problemes associats a la contraposició semblen ser ben coneguts, i els autors generalment citen el principi i assenyalen que no és vàlid, però que esdevé vàlid amb una suposició addicional d'existència de coses que pertanyen al terme subjecte. Per exemple, Pau de Venècia a la seva eclèctica i àmpliament publicada Logica Parvades de finals del segle xiv dona la plaça tradicional amb una simple conversió però rebutja la conversió per contraposició, essencialment per la raó de Buridan. - Terence Parsons, The Stanford Encyclopedia of Philosophy | » |

## Terme
Un terme (en grec ὅρος horos) és el component bàsic de la proposició. El significat original dels horos (i també del terme llatí) és "extrem" o "límit". Els dos termes es troben a l'exterior de la proposició, units per l'acte d'afirmació o negació.
Per als primers lògics moderns com Arnauld (el Port-Royal Logic del qual era el text més conegut del seu temps), és una entitat psicològica com una "idea" o un " concepte ". Mill ho considera una paraula. Afirmar que "tots els grecs són homes" no vol dir que el concepte de grecs sigui el concepte d'home, o que la paraula "grecs" sigui la paraula "homes". Una proposta no es pot construir a partir de coses o idees reals, però tampoc no són només paraules sense sentit.

## Proposició
En termes de lògica, una "proposició" és simplement una forma de llenguatge : un tipus particular de frase, en què es combinen el subjecte i el predicat, per afirmar alguna cosa veritable o falsa. No és un pensament, ni una entitat abstracta. La paraula "propositio" prové del llatí, que significa la primera premissa d'un sil·logisme. Aristòtil fa servir la paraula premissa (protasis) com a frase que afirma o nega una cosa o una altra (Posterior Analytics 1. 1 24a 16), de manera que una premissa també és una forma de paraules.
Tanmateix, com en la lògica filosòfica moderna, significa allò que afirma la frase. Escriptors anteriors a Frege i Russell, com Bradley, de vegades parlaven del "judici" com una cosa diferent d'una frase, però això no és el mateix. Com a nova confusió, la paraula "oració" deriva del llatí, que significa una opinió o judici i, per tant, equival a "proposició ".
La qualitat lògica d'una proposició és si és afirmativa (el predicat s'afirma sobre el subjecte) o negativa (el predicat és negat pel subjecte). Per tant, tot filòsof és mortal és afirmatiu, ja que la mortalitat dels filòsofs s'afirma universalment, mentre que cap filòsof és mortal és negativa negant aquesta mortalitat en particular.
La quantitat d'una proposició és si és universal (el predicat s'afirma o es nega de tots els subjectes o del "tot") o particular (el predicat s'afirma o es nega d'algun subjecte o d'una "part" del mateix). En cas que s'assumeixi la importació existencial, la quantificació implica l'existència d'almenys un subjecte, tret que es renunciï.

## Termes singulars
Per a Aristòtil, la distinció entre singular i universal és metafísica fonamental i no merament gramatical. Un terme singular per Aristòtil és la substància primària, que només pot ser predicada de si mateix: (això) "Calias" o (això) "Sòcrates" no són predicable de qualsevol altra cosa, de manera que no es diu cada Sòcrates es diu que cada ésser humà (De Int. 7; Meta. D9, 1018a4). Pot aparèixer com un predicat gramatical, ja que a la frase "la persona que ve per aquí és Callias". Però no deixa de ser un tema lògic.
Contrasta la substància secundària universal (katholou), gèneres, amb la substància primària, particular (kath 'hekaston) exemplars. La naturalesa formal dels universals, en la mesura que es poden generalitzar "sempre, o en la seva major part", és objecte tant de l'estudi científic com de la lògica formal.
La característica essencial del sil·logisme és que, dels quatre termes de les dues premisses, s'ha de produir dues vegades. Així
Tots els grecs són homes
Tots els homes són mortals.
El subjecte d'una premissa ha de ser el predicat de l'altra i, per tant, cal eliminar de la lògica els termes que no puguin funcionar tant com a subjecte com a predicat, és a dir, els termes singulars.
Tanmateix, en una versió popular del sil·logisme del segle xvii, Port-Royal Logic, els termes singulars eren tractats com a universals:
Tots els homes són mortals
Tots els Sòcrates són homes
Tots els Sòcrates són mortals
Això és clarament incòmode, una debilitat explotada per Frege en el seu devastador atac al sistema.
El famós sil·logisme "Sòcrates és un home...", se cita sovint com si fos d'Aristòtil, però, de fet, no es troba enlloc a l' Organon. Sext Empiricus en el seu Hyp. Pyrrh (Esquemes del pirronisme) ii. 164 esmenta per primera vegada el sil·logisme relacionat "Sòcrates és un ésser humà, tot ésser humà és un animal, per tant, Sòcrates és un animal".

## Influència en la filosofia
El sistema lògic aristotèlic va tenir una influència formidable en la filosofia tardana del psicoanalista francès Jacques Lacan. A principis dels anys setanta, Lacan va reelaborar la lògica del terme d'Aristòtil a través de Frege i Jacques Brunschwig per produir les seves quatre fórmules de sexuació. Tot i que aquestes fórmules conserven l'ordenació formal del quadrat d'oposició, pretenen soscavar els universals d'ambdues qualitats per la “existència sense essència” de la proposició negativa particular de Lacan.

## Declinació de la lògica del terme
La lògica del terme va començar a declinar a Europa durant el Renaixement, quan lògics com Rodolphus Agricola Phrisius (1444–1485) i Ramus (1515–1572) van començar a promoure la lògica dels llocs. La tradició lògica anomenada Port-Royal Logic, o de vegades "lògica tradicional", veia les proposicions com a combinacions d'idees més que no pas de termes, però d'una altra manera seguia moltes de les convencions de la lògica de termes. Va romandre influent, sobretot a Anglaterra, fins al segle XIX. Leibniz va crear un càlcul lògic distintiu, però gairebé tota la seva obra sobre lògica va romandre inèdita i sense destacar fins que Louis Couturat va passar per la Leibniz Nachlass cap al 1900, publicant els seus pioners estudis sobre lògica.
Els intents del segle xix d'algebraitzar la lògica, com el treball de Boole (1815–1864) i Venn (1834–1923), normalment van donar sistemes altament influenciats per la tradició de la lògica del terme. La primera lògica de predicats va ser la de Begriffsschrift (1879), fita de Frege, poc llegida abans del 1950, en part per la seva excèntrica notació. La lògica moderna de predicats tal com la coneixem va començar a la dècada de 1880 amb els escrits de Charles Sanders Peirce, que va influir en Peano (1858–1932) i encara més, en Ernst Schröder (1841–1902). Va arribar a bon port en mans de Bertrand Russell i AN Whitehead, que Principia Mathematica (1910–13) va fer servir una variant de la lògica de predicat de Peano.
La lògica de termes també va sobreviure fins a cert punt en l'educació tradicional catòlica romana, especialment en els seminaris. La teologia catòlica medieval, especialment els escrits de Tomàs d'Aquino, tenia un poderós repartiment aristotèlic i, per tant, el terme lògica va passar a formar part del raonament teològic catòlic. Per exemple, els principis de la lògica de Joyce (1908; 3a edició de 1949), escrits per a ús en seminaris catòlics, no feien cap menció de Frege ni de Bertrand Russell.

## Renaixement
Alguns filòsofs s'han queixat d'aquesta lògica de predicats:
- És antinatural en cert sentit, ja que la seva sintaxi no segueix la sintaxi de les frases que figuren en el nostre raonament quotidià. Es tracta, com va reconèixer Quine, de " Procrustean ", que utilitza un llenguatge artificial de funció i argument, quantificador i variable lligada.
- Pateix problemes teòrics, probablement els més greus són noms buits i declaracions d'identitat.

Fins i tot els filòsofs acadèmics integrats en el corrent principal, com Gareth Evans, han escrit de la següent manera:
"Arribo a investigacions semàntiques amb preferència per les teories homofòniques ; teories que intenten tenir seriosament en compte els dispositius sintàctics i semàntics que realment existeixen en la llengua... Prefereixo [una] teoria com aquesta... que una teoria que només sigui capaç de tractar [frases de la forma "totes les A són B"] "descobrint" constants lògiques amagades... L’objecció no seria que aquestes condicions de veritat [fregees] no siguin correctes, sinó que, en un sentit que a tots ens encantaria explicar amb més exactitud, la forma sintàctica de la frase es tracta com una estructura superficial enganyosa" (Evans, 1977)